# Bődy István
Bődy István (Budapest, 1974. október 21. –) magyar kézilabdázó, válogatott strandkézilabda-játékos; sportmenedzser; öngondoskodási tanácsadó.

## Életpálya
Bődy középiskolai tanulmányait Budapesten végezte.

### Kézilabda
1992-ben lett első osztályú kézilabda játékos a HORT SE csapatában, 1999-ig játszott a magyar kézilabda NB I – NB I/B-ben.
2000-től strandkézilabdázóként folytatta sportpályafutását, 27-szer volt tagja a nemzeti válogatottnak.
2002-ben létrehozta strandkézilabda-egyesületét, a Béres Vitalint, mellyel a rá következő évben már Magyar Kupa győzelmet ünnepelhetett.
2003 és 2011 között minden rangos hazai és nemzetközi trófeát megnyert az általa vezetett strandkézilabda-csapattal.
Ezek a következők voltak:
Bődy klubtisztségei, –pozíciói feltüntetésével
2002–2003: Béres Vitalin – klubalapító, klubvezető, játékos
2004–2005: Credit Suisse – klubvezető, játékos
2006: Winterhur BHC – klubvezető, játékos
2007–2008: AXA BHC – klubvezető, játékos
2009–2011: AXA Beach Stars – klubvezető
2012–2016: Budaörs Beach Stars – klubvezető
2017–  Beach Stars BHC – klubvezető
2003-ban a Magyar Kézilabda Szövetség megalapította a nemzeti standkézilabda-válogatottat, melynek Bődy alapjátékosa volt.
2004-ben mind a törökországi strandkézilabda Európa bajnokságon, mind az azt követő egyiptomi világbajnokságon a hatodik helyen végeztek.
Bődy számára a 2006-os év komoly nemzetközi sikereket hozott. Klubcsapatával, a Winterhurral megnyerte  az Európa Kupát, majd a magyar strandkézilabda válogatott menedzsereként Cuxhavenben Európa-bajnoki ezüstéremnek örülhetett.
2007-ben sikerült csapatával, az AXA BHC-vel, az első nemzeti bajnoki címét is elnyernie.
Korábban szerzett gerincsportsérülései kiújulása miatt 2008-ban játékosként befejezte aktív kézilabda-sportpályafutását. Sportvezetőként, klubvezetőként, menedzserként, illetve klubtulajdonosként azonban változatlanul a sportág meghatározó személyiségei között maradt.
2008 és 2010 között öt Európa Kupa selejtezőt rendezett Magyarországon klubcsapatai élén, melyek a nemzetközi versenyek között a legnépszerűbbek és legsikeresebbek voltak ezekben az években.
2012-ben a nemzetközi tekintélyű kézilabdás szakember, Neukum Tamás támogatásával, Budaörsön folytatta sportvezetői karrierjét, sportklubja felvette a nekik otthont adó város nevét. Bődy nagy hangsúlyt fektetett az utánpótlás-nevelésre, az idők során számos kiváló tehetséget fedezett fel és indított el a siker útján, idővel több fiatal játékosának sikerült bekerülni a nemzeti válogatottba is.
2015-ben csapata, a Budaörs Beach Stars BHC kapta meg a strandkézilabda Európa Kupa megrendezésének jogát. Az elnyert joggal, Bődy vezetésével, sikeresen éltek, ismét komoly elismerést vívtak ki a mind a nemzetközi szakma–, mind a kézilabdát szerető közönség körében.
Bődyt 2016-ban a Magyar Kézilabda Szövetségen belül működő Strandkézilabda Bizottság elnökségi tagjává választották.
A teremkézilabdával változatlanul szoros kapcsolatokat ápolt, unokatestvérével, Bődy Mihállyal, 2016 óta tulajdonosa a Budai Farkasok kézilabdaklubnak, melyet rövid idő alatt az ismeretlenségből NB I/B szintre hoztak fel.
2019-ben a nemzeti szakmai szövetség Magyar Kézilabda Szövetség - Strandkézilabda pályafutás–különdíjban részesítette példaadó sportolói és sportvezetői munkássága elismeréseképpen. Kiemelkedő életművének vezetőtársai és tanítványai egy róla, neki elkészített filmmel tisztelegtek.
Bődyt 2020-ban a Magyar Kézilabda Szövetségen belül működő Pest Megyei Bizottság, Fellebbviteli Bizottság tagjává választották.

### Üzleti élet, közéleti tevékenység
1999-ben, sérülése miatt, a kézilabda mellett a biztosítási tanácsadó pálya mellett kötelezte el magát. Először az ABN-AMRO Bankbiztosítási Igazgatóságánál, majd a Credit Suisse-nél dolgozott. Pályafutása alatt, vezetőként, hat alkalommal, tanácsadóként nyolc alkalommal nyerte el különböző országos értékesítési területek legjobbikának címét.
2015-ben megalapította a Horizont 3900 tanácsadó irodát, melynek tevékenysége a Bődy által kidolgozott, a pénzügyi piacon egyedülálló komplex pénzügyi tervezésre épült. A Covid-19 vírusjárvány kihívására válaszul, 2020-ban, "Bődy István" néven, YouTube tanácsadó csatornát indított.
2019-ben teljesítménye alapján bekerült a világ legsikeresebb és legelismertebb pénzügyi szakembereit tömörítő Million Dollar Round Table (MDRT) tagjai közé
A prevenciócentrikus egészségügyi kultúra megteremtését és erősítését tűzte ki célul maga elé, amikor létrehozta a Horizonton az Egészségünk Klubot 2019-ben.
2020-ban megalapította az Egészségünk Védelmére Alapítványt, melynek célja az egészséges életmód, a prevenció, a rekreáció és a gyógyítás területén való szinergiateremtés.
A pénzügyi kultúra kialakítása és annak tudatos fenntartása végett, iskolák meghívásának eleget téve, pénzügyi ismeretekből rendszeresen tart előadásokat.
Az egykori saját példáján megtapasztalt, az élsportot követő egzisztenciateremtő nehézségekre válaszul kialakította a volt élsportolók szervezett keretek között történő életkezdésének támogatási rendszere programját, mely bemutatását a nagy médiaérdeklődés kísérte.

## Család
Elvált, két leánya van, Hanna és Léna.

## Díjak, elismerések, eredmények

### Nemzeti válogatottság játékosként
- Magyar nemzeti válogatottság: 27-szer.
- Európa bajnokság – 6. hely; Törökország (2004)
- Világbajnokság – 6. hely; Egyiptom (2004)

### Nemzeti válogatottság vezetőként
- Európa-bajnokság – ezüstérem; Cuxhaven, Németország – nemzeti válogatott menedzser (2006)
- Világbajnoki – 5. hely; Rio de Janeiro, Brazília – nemzeti válogatott menedzser (2006)
- Nyílt Kínai Nemzeti bajnokság – ezüstérem; Kína – a Magyar „B” válogatott csapatvezetője (2017)

### Klubcsapat játékosként
- Európa Kupa győztes; Görögország, Spanyolország (2006, 2008)
- Közép-Európa Kupa – ezüstérem; Magyar–szerb–szlovén rendezésű döntő (2005)
- Magyar bajnok; Balaton/Vonyarcvashegy (2007, 2008)
- Magyar bajnokság – ezüstérem; Balaton/Balatonboglár (2004, 2005)
- Magyar Kupa győztes; Balaton/Vonyarcvashegy (2003, 2004, 2005)
- Magyar Kupa – ezüstérem; Balaton/Vonyarcvashegy, (2006)
- Európai ranglista – második hely (2008)
- Európai ranglista – harmadik hely (2005)
- Budapest Főváros Büszkeségei elismerés (2008)
- Nemzeti Sportszövetség elismerés (2008)

### Klubcsapat vezetőként
- Európa Kupa – ezüstérem; Portugália – csapatvezető (2012)[16]
- Európa Kupa – bronzérmes; Korfu – vezetőedző és csapatvezető (2009)
- Fair Play díj; Portugália – másodedző és csapatvezető (2010)
- Magyar bajnok; Balaton/Vonyarcvashegy – vezetőedző és csapatvezető (2010, 2011)
- Magyar bajnokság – ezüstérem; Balaton/Balatonboglár/Salgótarján – másodedző és csapatvezető (2013, 2020)
- Magyar bajnokság – bronzérem; Balaton/Balatonboglár, Balaton/Balatonboglár, Bükfürdő – csapatvezető (2017, 2018, 2019)
- Magyar Kupa – ezüstérem; Balaton/Balatonboglár, Balaton/Balatonboglár, Balaton/Balatonboglár – vezetőedző, csapatvezető (2015, 2018, 2019)
- Európai ranglista – első hely; vezetőedző és csapatvezető (2009, 2010)
- Európai ranglista – második hely; – vezetőedző és csapatvezető (2014)
- Európai ranglista – harmadik hely; – vezetőedző és csapatvezető (2012)

### Egyéb díj
- Világjátékok támogatói elismerés; Tajvan – a nemzeti sportszövetség képviselője   (2009)
- Magyar Kézilabda Szövetség - Strandkézilabda pályafutás-különdíj, Bükfürdő (2019)